# Michel Boujenah
Michel Boujenah (Tunisi, 3 novembre 1952) è un attore e regista francese, di origine tunisina.

## Biografia
Di religione ebraica, trascorre l'infanzia nel suo Paese natale, con i genitori, medici di professione, e i tre fratelli, tra cui il futuro regista Paul. Nel 1963 si trasferisce in Francia, nella città di Bagneux, vicino a Parigi. Negli anni di studio affianca la scuola alla passione per la recitazione, e dopo avere conseguito il diploma si iscrive alla scuola del Teatro nazionale di Strasburgo.
Nei primi anni settanta fonda la sua prima compagnia teatrale, e alla fine del decennio debutta come attore cinematografico nei film comici dell'epoca. Il successo gli arride con la partecipazione nel 1985 alla pellicola di successo internazionale Tre uomini e una culla.

## Filmografia

### Attore
- Tranches de vie, regia di François Leterrier (1985)
- Tre uomini e una culla (Trois hommes et un couffin), regia di Coline Serreau (1985)
- Le Nombril du monde, regia di Ariel Zeitoun (1993)
- I miserabili (Les Misérables), regia di Claude Lelouch (1995)
- Père et Fils, regia di Michel Boujenah (2003)
- Finalement - Storia di una tromba che si innamora di un pianoforte (Finalement), regia di Claude Lelouch (2024)

### Regista
- Père et Fils (2003)

## Doppiatori italiani
- Massimo Rossi in Tre uomini e una culla
- Paolo Buglioni in Finalement - Storia di una tromba che si innamora di un pianoforte

## Premi e riconoscimenti

### Premio César
- 1986: - Migliore attore non protagonista per Tre uomini e una culla
- 1994: - Candidatura al migliore attore per Le Nombril du monde
- 2004: - Candidatura alla migliore opera prima per Père et Fils